# Jonathan Sacks
Jonathan Henry Sacks, Baron Sacks (8. března 1948 Londýn – 7. listopadu 2020) byl v letech 1991–2013 hlavním rabínem Spojené hebrejské kongregace Commonwealthu. Jeho židovské jméno zní Ja'akov Cvi.
Jako duchovní vůdce organizace londýnských Židů United Synagogue, největší takové organizace ve Spojeném království, byl chápán jako hlavní rabín pro většinový britský ortodoxní směr, ovšem nikoli jako náboženská autorita pro Federation of Synagogues, ani pro Union of Orthodox Hebrew Congregations nebo pro moderní hnutí jakými jsou konzervativní, progresivní a liberální judaismus.
V roce 2016 se stal laureátem Templetonovy ceny.

## Dílo v českých překladech
- SACKS, Jonathan. O svobodě a náboženství. Praha: P3K, 2005. 132 s. ISBN 80-903584-2-X.
- SACKS, Jonathan. Důstojnost v rozdílnosti. Jak se vyhnout střetu civilizací. Praha: Triton, 2017. 224 s. ISBN 978-80-7553-107-0.
- SACKS, Jonathan. Ne v Božím jménu. Jak čelit náboženskému násilí. Praha: Triton, 2018. 280 s. ISBN 978-80-7553-522-1.
- SACKS, Jonathan. Týdenní čtení z Tóry. Kniha Exodus. 1. vyd. Praha: P3K, 2020. 317 s. ISBN 978-80-7667-015-0.
- SACKS, Jonathan. Velké partnerství. Bůh, věda a hledání smyslu. 1. vyd. Praha: Triton, 2021. 345 s. ISBN 978-80-7553-867-3.